# Lower Otay und Sweetwater
Die Talsperren Lower Otay und Sweetwater befanden sich im Süden des San Diego County, bei dem südlichen Vorort Chula Vista der Hafen- und Marinestadt San Diego in Kalifornien, USA. Die Talsperren brachen im Januar 1916 nach längeren starken Regenfällen. Die Angaben über die Zahl der Todesopfer bei Lower Otay am 27. Januar variieren zwischen 12 und 50. Bei dem gleichen Hochwasser brach auch die Sweetwater-Staumauer (vermutlich am 25. Januar) zum Teil; wobei es wahrscheinlich 21 Todesopfer gab.

## Die Lower-Otay-Talsperre
Das Absperrbauwerk der ersten Lower-Otay-Talsperre war wahrscheinlich eine Gewichtsstaumauer; laut anderen Berichten könnte es aber auch ein Felsschüttdamm gewesen sein. Die Talsperre wurde 1897 bei Otay als dritte von zehn Talsperren in der Region San Diego gebaut und war 46,6 m (154 Fuß) oder 40 m hoch, 173 m lang und hatte wahrscheinlich ein Bauwerksvolumen von 107.000 m³. Der Stausee fasste 13 (oder 15) Milliarden Gallonen (49 Mio. m³). Die Talsperre besaß keine Hochwasserentlastung.

## Die Sweetwater-Talsperre
Die Sweetwater-Talsperre (Lage) war eine Bogengewichtsmauer. Sie wurde 1888 nordöstlich von Otay fertiggestellt und war 24 m (80 Fuß) hoch. Ihr Inhalt betrug 6 Milliarden Gallonen (23 Mio. m³). 1897 wurde sie auf 27 m erhöht und 1910 noch einmal auf 33 m.

## Vorgeschichte
In den fünf Jahren vor dem Bruch fiel kaum Regen und es herrschte Wassermangel. Deshalb nahm die Stadtverwaltung von San Diego das Angebot eines Regenmachers, Charles Hatfield, an, der versprach, für ein Honorar von 10.000 US-Dollar Regen zu erzeugen und eine andere Talsperre in der Nähe, das Morena-Reservoir, zu füllen. Er baute bei den Laguna Mountains einen 6 m hohen Turm und entfachte dort durch chemische Reaktionen Feuer, worauf tatsächlich ein mehrtägiger starker Regen begann. Es regnete zunächst vom 10. bis zum 18. oder 20. Januar. Nach einer Pause von einigen Tagen gab es ein weiteres Unwetter. Das Morena-Reservoir, das vorher nie mehr als ein Drittel gefüllt war, hatte sich, wie versprochen, bis fünf Inch (12,5 cm) unter der Überlaufkante mit Wasser gefüllt. In diesen 26 Tagen sollen 44 Inch (1100 mm) Niederschlag gefallen sein.

## Die Katastrophe

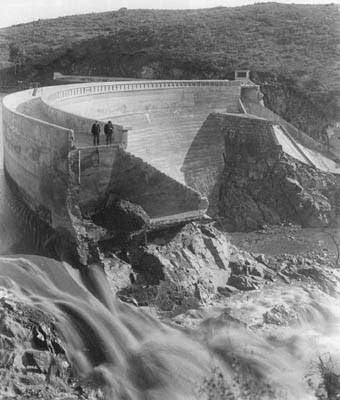
Die gebrochene Sweetwater-Talsperre

Der Regen war jedoch so stark, dass zwei andere Talsperren überliefen. Das Wasser in der Lower-Otay-Talsperre stieg zeitweise sieben Fuß (2,1 m) in einer Stunde. Die Talsperre brach dabei und überschwemmte das Otay-Tal mit 49 Millionen m³ Wasser. Die Talsperre wurde fast vollständig weggespült. Die 40 bis 50 Fuß (12 bis 15 m) hohe Flutwelle kam 7 Meilen (11 km) weit bis zur South San Diego Bay. Der Ort Otay wurde zerstört, außerdem weitere Häuser, Farmen, Straßen, Brücken und Eisenbahnlinien. Nach zweieinhalb Stunden war das Reservoir ausgelaufen. Die Zahl der Toten wird unterschiedlich mit 12, 14, 20, 26, 30 oder 50 angegeben, die Schadenssumme mit 6 Millionen US-Dollar. Vor dem Bruch gab es Warnungen, unter anderem durch Reiter, die die Bewohner über den drohenden Bruch informierten.
Der Wasserstand in der Sweetwater-Talsperre stieg 40 Inch (1 m) über die Mauerkrone an und durch die Belastung brach (wahrscheinlich am 25. Januar 1916) ein 27 m breites Stück des nördlichen Widerlagers. Dadurch entstand eine Flut im Sweetwater-Tal, durch die 21 Menschen starben, die meisten davon Chinesen. Nach anderen Angaben waren die Opfer japanische Amerikaner. Auch Eisenbahngleise wurden weggerissen.

## Nachspiel
An der Stelle der Lower-Otay-Talsperre wurde zwei Jahre später eine neue Talsperre gebaut, eine Gewichtsstaumauer. Diese wurde „Savage-Talsperre“ (Savage Dam) genannt.
Charles Hatfield erhielt sein Honorar nicht. Zum einen hielt man den Regen für höhere Gewalt, andererseits machte man ihn für den eingetretenen Schaden verantwortlich. Er führte bis 1938 einen Prozess gegen die Stadt und verlor diesen schließlich.